# Attilio Riondato
Attilio Riondato (Latina, 12 novembre 1953) è un pilota motociclistico italiano ritiratosi dall'attività agonistica, campione italiano della classe 350 nel 1981.

## Carriera
Dopo vari successi nelle competizioni minori, nel 1974 a soli 21 anni, diventa campione italiano junior di velocità nella classe 500, per poi ritirarsi dalle corse l'anno successivo a causa di un grave infortunio durante le prove di una gara.
Nel 1977 riprende la sua attività in modo discontinuo partecipando a qualche gara del campionato italiano senior velocità nella classe 250, nello stesso anno risulta anche tra gli iscritti al motomondiale nel GP delle Nazioni ma non riesce a qualificarsi per la gara a causa di un incidente nelle prove.
Nel 1978 riprende continuativamente l'attività e tra il 1979 e il 1980 gareggia con la Bimota-Yamaha in classe 350 nella categoria senior, giungendo all'undicesimo posto nel campionato italiano seniores del 1979 e diventando campione italiano nel 1981 su una Bimota YB3. Nel 1980 partecipa anche ad alcune gare del motomondiale senza raccogliere punti validi per la classifica.
Nel 1982 partecipa ad alcune gare del campionato mondiale della classe 350 centrando come miglior piazzamento il decimo posto nel GP delle Nazioni, ottenendo un punto iridato valido per la classifica. Nello stesso anno partecipa anche al campionato Europeo Velocità della classe 500 in sella ad una Suzuki RGB 500 del team Alpilatte.
Nel 1983, dopo l'abolizione della classe 350, si concentra unicamente alla classe 500 guidando sempre una Suzuki RGB 500 nel campionato europeo di velocità, concludendo al decimo posto nella classifica assoluta.
Nel 1983 e 1984 disputa alcune gare del mondiale della classe 500 sempre con la moto degli anni precedenti. Chiude la sua carriera nel 1990 partecipando ad alcune gare del campionato italiano Sport Production. Terminata l'attività agonistica non disdegna di prendere parte a rievocazioni storiche.

## Risultati nel motomondiale

### Classe 250
| 1977 | Classe | Moto   |  |    |  |    |  |  |  |  |  |  |  |  |  |  | Punti | Pos. |
| ---- | ------ | ------ |  | -- |  | -- |  |  |  |  |  |  |  |  |  |  | ----- | ---- |
| 1977 | 250    | Yamaha |  | NE |  | NQ |  |  |  |  |  |  |  |  |  |  | 0     |      |

| Legenda | 1º posto        | 2º posto            | 3º posto            | A punti      | Senza punti        | Grassetto – Pole position Corsivo – Giro più veloce |
| Legenda | Gara non valida | Non qual./Non part. | Ritirato/Non class. | Squalificato | '-' Dato non disp. | Grassetto – Pole position Corsivo – Giro più veloce |

### Classe 350
| 1979 | Classe | Moto          |  |  |  |    |  |  |  |    |    |  |  |  |  |  | Punti | Pos. |
| ---- | ------ | ------------- |  |  |  | -- |  |  |  | -- | -- |  |  |  |  |  | ----- | ---- |
| 1979 | 350    | Bimota-Yamaha |  |  |  | NQ |  |  |  | NE | NE |  |  |  |  |  | 0     |      |

| 1980 | Classe | Moto   |    |    |    |    |  |    |    |  |  |  |  |  |  |  | Punti | Pos. |
| ---- | ------ | ------ | -- | -- | -- | -- |  | -- | -- |  |  |  |  |  |  |  | ----- | ---- |
| 1980 | 350    | Yamaha | 11 | NE | 21 | NE |  | NE | NE |  |  |  |  |  |  |  | 0     |      |

| 1981 | Classe | Moto          |  |  |  |  |    |    |  |  |    |    |  |    |    |    | Punti | Pos. |
| ---- | ------ | ------------- |  |  |  |  | -- | -- |  |  | -- | -- |  | -- | -- | -- | ----- | ---- |
| 1981 | 350    | Bimota-Yamaha |  |  |  |  | NE | NE |  |  | NE | NE |  | NE | NE | 13 | 0     |      |

| 1982 | Classe | Moto          |  |   |   |    |    |    |    |    |   |    |   |     |    |    | Punti | Pos. |
| ---- | ------ | ------------- |  | - | - | -- | -- | -- | -- | -- | - | -- | - | --- | -- | -- | ----- | ---- |
| 1982 | 350    | Bimota-Yamaha |  | - | - | NE | 10 | 12 | NE | NE | - | NE | - | Rit | NE | 18 | 1     | 30º  |

| Legenda | 1º posto        | 2º posto            | 3º posto            | A punti      | Senza punti        | Grassetto – Pole position Corsivo – Giro più veloce |
| Legenda | Gara non valida | Non qual./Non part. | Ritirato/Non class. | Squalificato | '-' Dato non disp. | Grassetto – Pole position Corsivo – Giro più veloce |

### Classe 500
| 1982 | Classe | Moto   |  |  |  |  |  |  |  |  |  |  |    |    |     |  | Punti | Pos. |
| ---- | ------ | ------ |  |  |  |  |  |  |  |  |  |  | -- | -- | --- |  | ----- | ---- |
| 1982 | 500    | Suzuki |  |  |  |  |  |  |  |  |  |  | NE | NE | Rit |  | 0     |      |

| 1983 | Classe | Moto   |  |  |     |  |  |  |  |  |  |  |  |  |  |  | Punti | Pos. |
| ---- | ------ | ------ |  |  | --- |  |  |  |  |  |  |  |  |  |  |  | ----- | ---- |
| 1983 | 500    | Suzuki |  |  | Rit |  |  |  |  |  |  |  |  |  |  |  | 0     |      |

| 1984 | Classe | Moto   |  |    |    |     |  |    |    |  |    |  |  |  |  |  | Punti | Pos. |
| ---- | ------ | ------ |  | -- | -- | --- |  | -- | -- |  | -- |  |  |  |  |  | ----- | ---- |
| 1984 | 500    | Suzuki |  | 21 | 12 | Rit |  | 19 | 15 |  | NP |  |  |  |  |  | 0     |      |

| Legenda | 1º posto        | 2º posto            | 3º posto            | A punti      | Senza punti        | Grassetto – Pole position Corsivo – Giro più veloce |
| Legenda | Gara non valida | Non qual./Non part. | Ritirato/Non class. | Squalificato | '-' Dato non disp. | Grassetto – Pole position Corsivo – Giro più veloce |